# シェベリ川

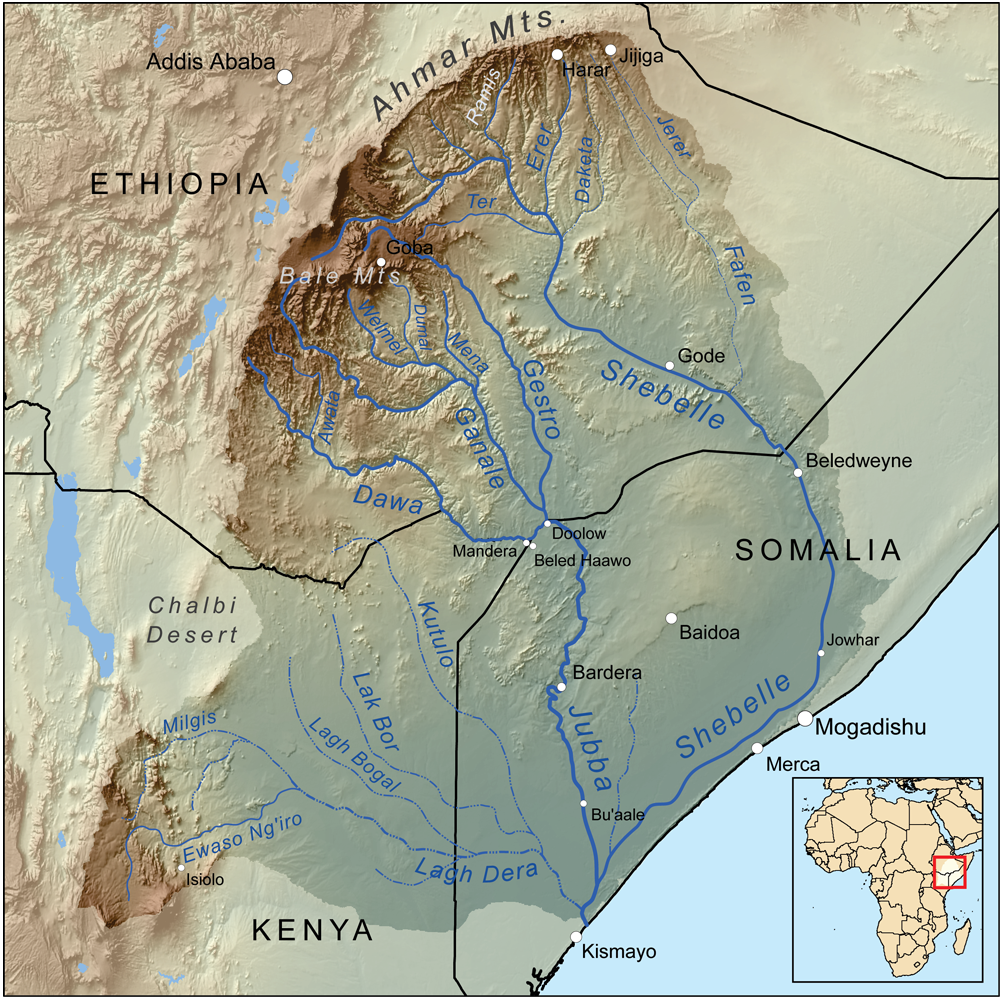
シェベリ川流域

シェベリ川（シェベリがわ、シェベレ川、シャベレ川、ソマリ語: Webi Shabeelle、オロモ語:Lagni Shaballee）は、アフリカ大陸東部、エチオピアのハイランド地方 (highlands) からソマリア南部のモガディシュ付近を流れる国際河川である。モガディシュ近郊で流れが南東から南西に急変している。ただし、海にまで流れ出るのは雨季に限り、それ以外の季節にはジュバ川の河口近くで干上がって断流する。激しい雨季にのみ、ジュバ川と合流してインド洋に注ぐ。
シェベリはソマリ語でトラやヒョウを意味する。『エチオピア統計1967/1968年版』によると、シェベリ川は延長1130キロメートルで、そのうち1000キロメートルはエチオピアにある。ソマリアにはシェベリ川から取られた行政区画であるシャベーラハ・デクセ (Shabeellaha Dhexe) 、シェベーラハ・ホーセ (Shabeellaha Hoose) がある。
過去にはシェベリ川流域ではツェツェバエが媒介する病気が蔓延していたものの、現在ではシェベリ渓谷 (Shebelle Valley) の一部を除いてほぼ見られなくなっている。

## 支流
シェベリ川支流のいくつかは雨季にのみ流れる川である。
下流より記載
- フェイテン川 (Fafen River) : エチオピア内。雨季以外ではシェベリ川合流前に干上がってしまう。
- エレール川 (Erer River) : エチオピア内。常に流れがある。
- ガラッティ川 (Galetti River) : エチオピア内。

## 歴史
シェベリ川の源泉は、オロモ人（アルシ・オロモ (Arsi Oromo) ）やシダマ人 (Sidama people) の崇拝対象だった。そこはビャクシンの木に囲まれており、1951年の時点ではアルシに住むムスリム（イスラーム教徒）によって保護されていた。
1989年、ソビエト連邦（現ロシア）の技術者が、シェベリ川上流でエチオピアのバレ山 (Bale Mountains) 付近にメルカ・ワケナダム（Melka Wakena dam）を建設した。エチオピア最大の水力発電所も備えられており、153メガワットが作られた。
近年は、時々発生する洪水で話題となることが多い。シェベリ川は1960年代以前には1年おきに洪水を起こしていたと言われている。1960年代には大きな洪水が2回あった。1965年の洪水hidigsayley（洪水に付けられたあだ名）と、1966年のsoogududである。1970年代には大きな洪水kabahayがあった。1996年の洪水はエチオピアの3つの県 (Woreda) が荒廃した。1999年10月23日、シェベリ川は夜中に突然氾濫し、ケラフォ県 (Kelafo) では117の町 (Kebele) の内の14、ムスタヒル県 (Mustahil) では46の町のうち29で住宅と農産物が破壊されつくされた。地方政府の情報によると、34人の人と750頭の家畜が死に、7万人が援助を必要とするまでの被害にあった。2003年のdawdleでは家畜100頭と119人が流され、2005年4月には2000頭のラクダと4000頭の子豚が流された。
2005年4月末、豪雨によってエチオピアのソマリ州とソマリアで堤防が決壊した。5月には100人が死亡し、10万人以上がその影響を受けた。ケニアのソマリ難民2万5千人も被害を受けた。